# Witaszyce

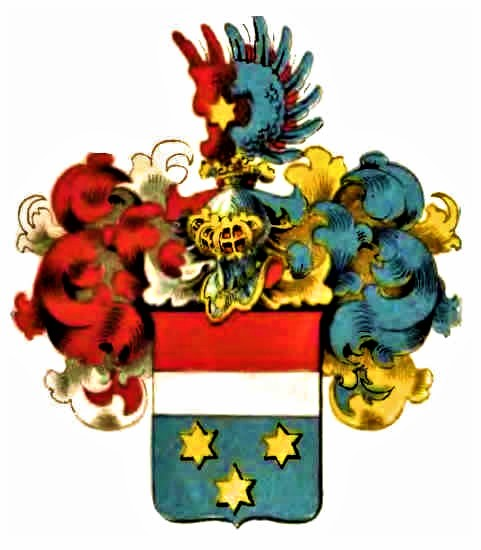
Herb Jana von Ohnesorge, właściciela od XIX w.

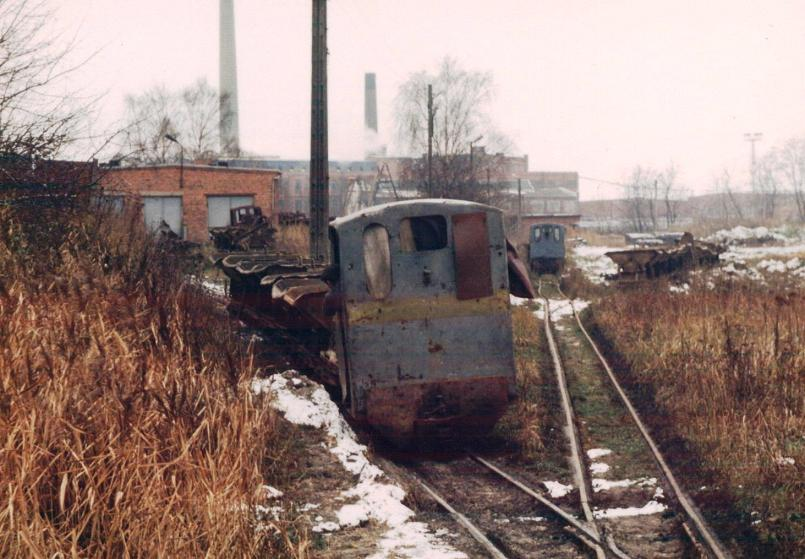
Witaszyce – kolej cegielniana (1996)

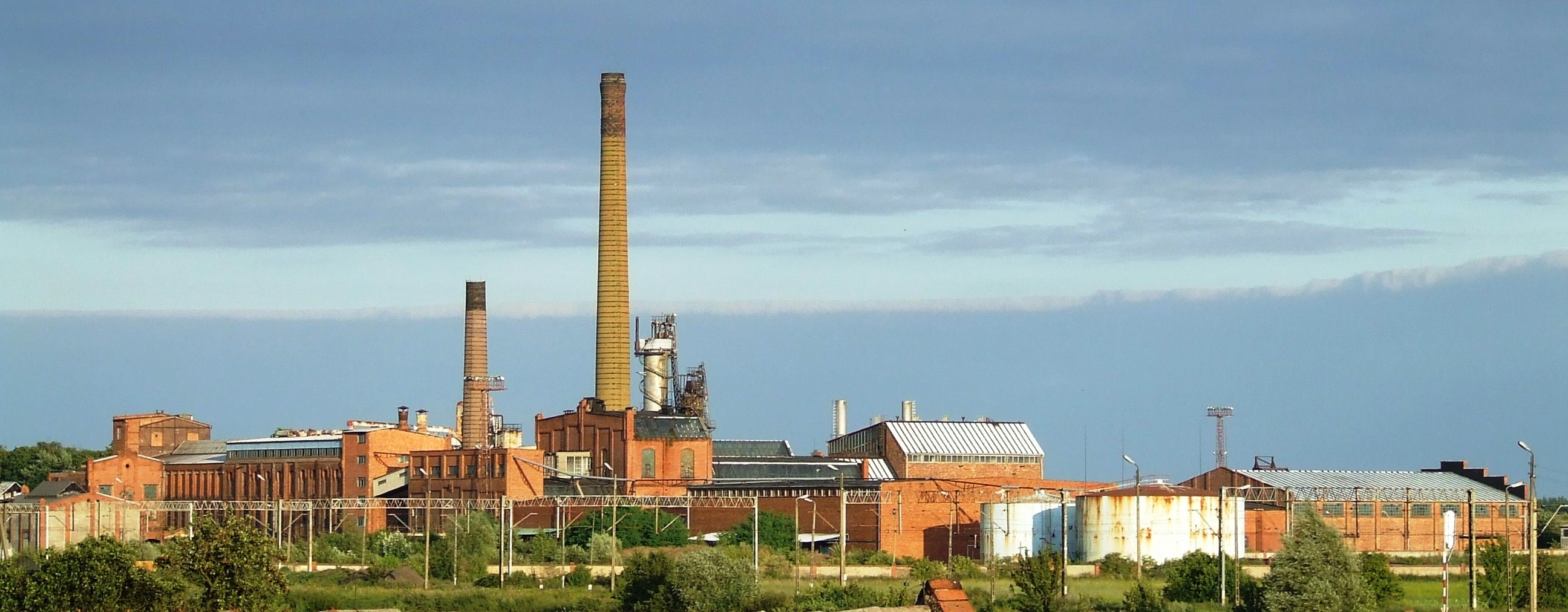
Cukrownia Witaszyce (2009)

Witaszyce – wieś sołecka w Polsce położona w województwie wielkopolskim, w powiecie jarocińskim, w gminie Jarocin.
W latach 1954–1972 wieś należała i była siedzibą władz gromady Witaszyce. W latach 1975−1998 miejscowość administracyjnie należała do województwa kaliskiego.

## Położenie
Witaszyce leżą w południowo-wschodniej części województwa wielkopolskiego w powiecie jarocińskim. Nieopodal wsi płynie rzeka Lutynia. We wsi nie krzyżują się inne trakty, ale położenie wzdłuż drogi Poznań – Katowice oraz przy linii kolejowej nr 272 Poznań – Kluczbork zapewniło dobrą sytuację komunikacyjną. Z siedzibą powiatu, Jarocinem wieś jest skomunikowana za pomocą podmiejskich linii autobusowych kursujących przez Witaszyczki albo przez Prusy i Zakrzew. Położenie wzdłuż drogi krajowej nr 11 i 12 powoduje duże natężenie ruchu tranzytowego (ponad 12 tys. pojazdów na dobę, w tym 3 tys. ciężarówek – wg raportu GPR2015).

## Historia
Historia wsi sięga wieku XIV, gdy była osadą przynależącą do dóbr biskupów poznańskich. Potem stanowiła własność wielkopolskich magnatów, by w okresie zaborów w XIX w. trafić w ręce niemieckich właścicieli, z których ostatnimi byli rodzina von Ohnesorge, a przez małżeństwo – hrabia Konrad Bniński. W okresie gdy właścicielem majątku w Witaszycach był pochodzący z francusko-niemieckiej rodziny Willy Dülong wybudowano jako siedzibę dla rodziny okazały pałac.

## Pałac i park
W centralnej części wsi obok drogi S11 znajduje się neobarokowy pałac, wybudowany na planie prostokąta w  1899 według projektu architekta Ludwika Otte pochodzącego z Gross Lichterfelde w pobliżu Berlina. Dwupiętrowy obiekt kryty dachem czterospadowym. Od frontu portyk – otwarty ganek z czterema kolumnami doryckimi potrzymującymi balkon z balustradą. Nad balkonem w jego szerokości ryzalit zwieńczony frontonem zawierającym herb Jan von Ohnesorge właściciela pałacu od końca XIX w. Od lat 60. XX w. znajdował się tu oddział Krajowego Instytutu Włókien Naturalnych w Poznaniu, a od lat siedemdziesiątych funkcjonowała w budynku pałacu filia Biblioteki Publicznej w Jarocinie. Obecnie obiekt znajduje się w prywatnych rękach, właściciel prowadzi w nim hotel i restaurację udostępniając dawne wystawne sale balowe jako sale konferencyjne. Siedzibę ma też tutaj lokalne Stowarzyszenie na Rzecz Witaszyc prężnie działające od roku 2003.
W otaczającym pałac parku, po jego wschodniej stronie, znajduje się nieco podupadający późnobarokowy dworek. Stylowy budynek został wybudowany przez Franciszka Gorzeńskiego, który kupił majątek od Stanisława Koszutskiego. Jak wskazują historyczne przekazy w tym właśnie dworku doszło do ratyfikacji „Konwencji Jarosławieckiej”. Zamiłowania obecnego właściciela pałacu stanęły u źródła powstania w odrestaurowanym dworze Muzeum Wojen Napoleońskich (jedynego w Polsce) z dwiema dioramami przedstawiającymi przebieg bitw pod Raszynem i pod Waterloo. Od 2007 w Muzeum funkcjonuje również wystawa stała poświęcona słynnej sadze filmowej „Star Wars”. Wystawa prezentuje największą kolekcję pamiątek związanych z filmem: kostiumy, pojazdy, plakaty, książki oraz wiele innych eksponatów. Część eksponatów muzealnych otrzymała "drugie życie" i jest wykorzystywana jako rekwizyty na koloniach tematycznych Star Wars organizowanych dla dzieci na terenie pałacu.

## Gospodarka
Witaszyce były kiedyś największą uprzemysłowioną wsią w Polsce. Obecnie już nie funkcjonuje cukrownia, rafineria Witaszyce i zakład obróbki lnu Lenwit. Podobny los podzieliła znajdująca się w centralnej części miejscowości cegielnię – pierwotnie opalana tylko węglem, obecnie ze zmodernizowanymi piecami gazowymi do wypalania, specjalizowała się w wyrobie ceramiki budowlanej: cegły pełnej i dziurawki, dachówek oraz gąsiorów. Źródłem surowca była własna kopalnia gliny znajdująca się za wsią, transport odbywał się z wykorzystaniem fabrycznej kolejki wąskotorowej. Obiekty zakładów przemysłowych funkcjonujących we wsi w XX wieku zasługują na uznanie ich za zabytki techniki.
Ciekawostką jest, że w Witaszycach rozpoczynał się też bieg innej linii kolejki wąskotorowej, która została uruchomiona w 1902 roku i łączyła wieś z odległym o 29 km Komorzem. Linia ta została pomyślana przede wszystkim jako kolej transportowa, dostarczająca buraki do dużej cukrowni w Witaszycach i mniejszej fabryczki w Komorzu. W drugiej połowie XX wieku rozbudowano infrastrukturę i jako Jarocińska Kolej Dojazdowa linia została doprowadzona do Zagórowa. Kres funkcjonowania kolejki nastąpił w 1992, wtedy też rozebrano sprawiający olbrzymie problemy w transporcie drogowym niski wiadukt na drodze S11.

## Parafia
Od 17.11.2017 administratorem parafii rzymskokatolickiej Witaszyce jest ks. mgr Piotr Nowak (poprzedni proboszcz Stanisław Szymański, który przybył do Witaszyc we wrześniu 1992, jest rezydentem). Wcześniej parafią zajmowali się franciszkanie wywodzący się z parafii Świętego Antoniego z Jarocina. W historii lokalnej wspólnoty niewątpliwie najsilniej wbiła się w pamięć konfliktowa sprawa obrazu, który pierwotnie znajdował się w kościele, a później trafił do Potarzycy. Starania o zwrot wznowił proboszcz ksiądz Stefan Figas, później także ojcowie franciszkanie zwracali się o to wielokrotnie do Kurii Metropolitarnej. Wierną kopię obrazu umieszczono w ołtarzu głównym kościoła pod wezwaniem Wniebowzięcia Najświętszej Maryi Panny. Odprawiano też specjalne nabożeństwa kierowane do Maryi. Podczas ważnych uroczystości kościelnych obraz Wniebowzięcia NMP, który przykrywał cudowny obraz Matki Boskiej Wspomożenia Wiernych, był odsłaniany, a w kościele rozbrzmiewały fanfary.

## Chór
Chór Kairos został założony w 1999 przez ks. Kazimierza Wawrzyniaka. Był to zespół wokalny wykonujący muzykę sakralną. Za czasów założyciela wydał dwie płyty studyjne oraz jedną płytę za czasów ks. Damiana Skonieckiego, zdobył wiele nagród. Członkami chóru była młodzież z parafii W.N.M.P w Witaszycach. Chór liczył około 40 osób. Następnie dyrygentem chóru był mgr Mirosław Skórzybut (obecny organista parafii w Witaszycach). Opiekunami chóru byli kolejno: ks. Kazimierz Wawrzyniak, ks. Damian Skoniecki, ks. Włodzimierz Muszalski oraz ks. Piotr Wróbel (wikariusze witaszyckiej parafii). Chór uświetniał msze święte w Witaszycach w każdą niedzielę i w ważne święta.

## Muzeum

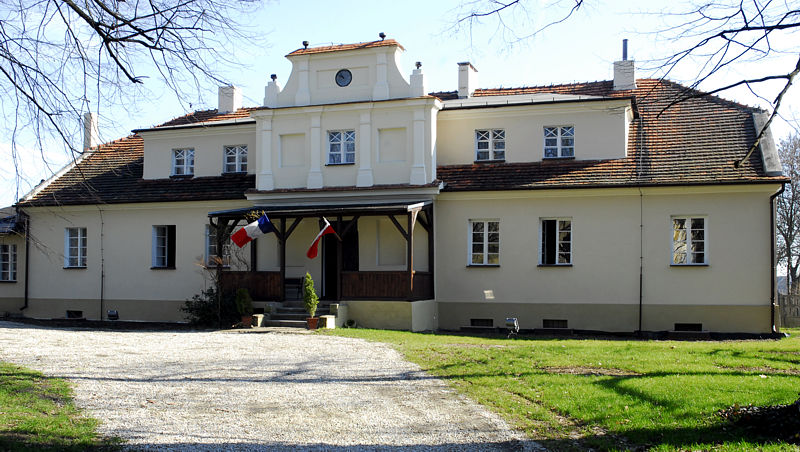
Muzeum w Witaszycach

Muzeum Wojen Napoleońskich w Witaszycach jest jedynym w Polsce muzeum poświęconym Epoce Napoleońskiej. Siedzibą muzeum jest XVIII wieczny dwór. Myślą przewodnią towarzyszącą przy jego powstaniu było pokazanie ogromnego wkładu Polaków w walkę o niepodległość pod przewodnictwem Napoleona. W salach wystawowych prezentowana jest kolekcja ponad 10 tys. figurek żołnierzy, wszystkich walczących stron tamtych czasów. Duże dioramy prezentują bitwy pod Raszynem i Waterloo. Ponadto w muzeum można zobaczyć broń, mundury, monety, książki i dokumenty z epoki i o epoce. Spośród zbiorów na szczególną uwagę zasługuje maska pośmiertna Napoleona i jego włos.

## Urodzeni w Witaszycach
- Kazimierz Barwicki – polski dyrygent chóralny, wydawca muzyczny i działacz ruchu śpiewaczego, redaktor naczelny miesięcznika Śpiewak[6].